# Matias Olímpio (kommun)
Matias Olímpio är en kommun i Brasilien.   Den ligger i delstaten Piauí, i den nordöstra delen av landet, 1 500 km norr om huvudstaden Brasília. Antalet invånare är 10 485.
Följande samhällen finns i Matias Olímpio:
- Matias Olímpio

Omgivningarna runt Matias Olímpio är huvudsakligen savann. Runt Matias Olímpio är det ganska glesbefolkat, med 39 invånare per kvadratkilometer.